# Aeroportul Ghat
Aeroportul Ghat (IATA: GHT, ICAO: HLGT) este un aeroport din Fezzan, Libia ce deservește zona Ghat. A fost numit după zona deservită.
Situat la o altitudine de 700 m, aeroportul dispune de o singură pistă.